# McQueen (film)
Pour les articles homonymes, voir McQueen.
Pour plus de détails, voir Fiche technique et Distribution.
McQueen est un film britannique réalisé par Ian Bonhôte et Peter Ettedgui, sorti en 2018.

## Synopsis
La vie du couturier Alexander McQueen

## Fiche technique
- Titre : McQueen
- Réalisation : Ian Bonhôte et Peter Ettedgui (coréalisateur)
- Scénario : Peter Ettedgui
- Musique : Michael Nyman
- Photographie : Will Pugh
- Montage : Cinzia Baldessari
- Production : Ian Bonhôte, Andee Ryder, Nick Taussig et Paul Van Carter
- Société de production : Misfits Entertainment, Salon Pictures, Creativity Capital, Time Based Arts, The Electric Shadow Company, Commondeer Films, Moving Pictures Media et Salon Pictures
- Société de distribution : Le Pacte (France), Bleecker Street Media (États-Unis)
- Pays :  Royaume-Uni
- Genre : Documentaire
- Durée : 111 minutes
- Dates de sortie : 
  - Royaume-Uni : 8 juin 2018
  - France : 13 mars 2019

## Accueil
Le film a reçu un accueil favorable de la critique. Il obtient un score moyen de 84 % sur Metacritic.